# EME (Föld-Hold-Föld rádióösszeköttetés)
EME – (Earth – Moon – Earth communication – Föld – Hold – Föld összeköttetés) Rádiójelek sugárzása a Hold felszínére, és a Hold által visszavert rádiójelek vétele a Föld egy másik pontján. 

## Története
Az EME alapjait az első Holdradar kísérletek tették le. Az első sikeres kísérletet Bay Zoltán végezte, a Hold irányába sugárzott, és az onnan visszaverődött rádióhullámokat sikerült detektálnia.

## Megválósítása

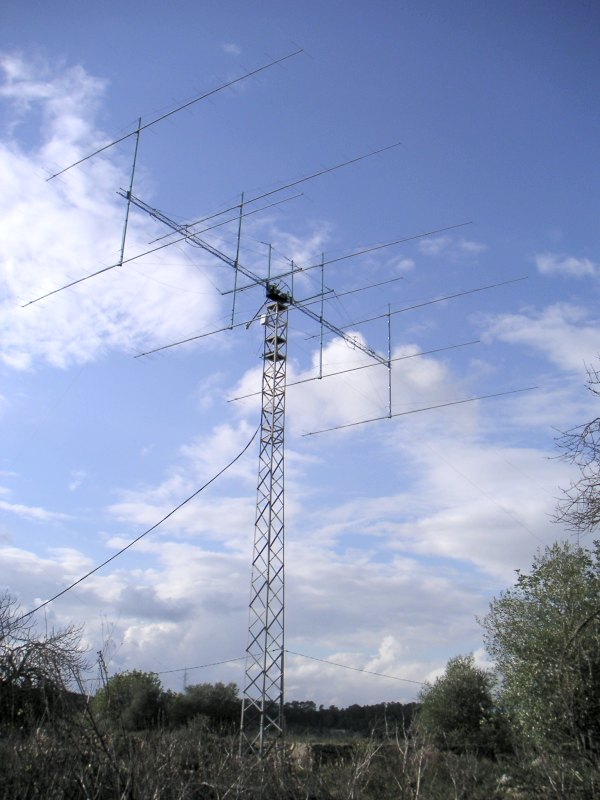
EME összeköttetésre alkalmas csoportantenna a 2m-es rádióamatőr-sávra

Az EME összeköttetések megvalósítása nagy kihívást jelent napjainkban is.
Az egyik oka a hatalmas távolság, a Föld-Hold távolság duplája, és az ebből adódó nagy szabadtéri csillapítás. A képletbe behelyttesítve az alábbi értékek adódnak:
| f (MHz) | AV                     | AV (dB) |
| ------- | ---------------------- | ------- |
| 50      | 2310994094719700000    | 183,6   |
| 144     | 20798946852477300000   | 193,2   |
| 435     | 169787321244713000000  | 202,3   |
| 1400    | 1886525791607920000000 | 212,8   |
| 2400    | 5777485236799260000000 | 217,6   |

A másik jelentős csillapítási tényező a Hold talajának tükrözőképessége, albedója. A látható fény esetén 0.067 (6.7 %) van megadva, ez decibelre átszámolva további 12 dB -lel növeli a csillapítást.

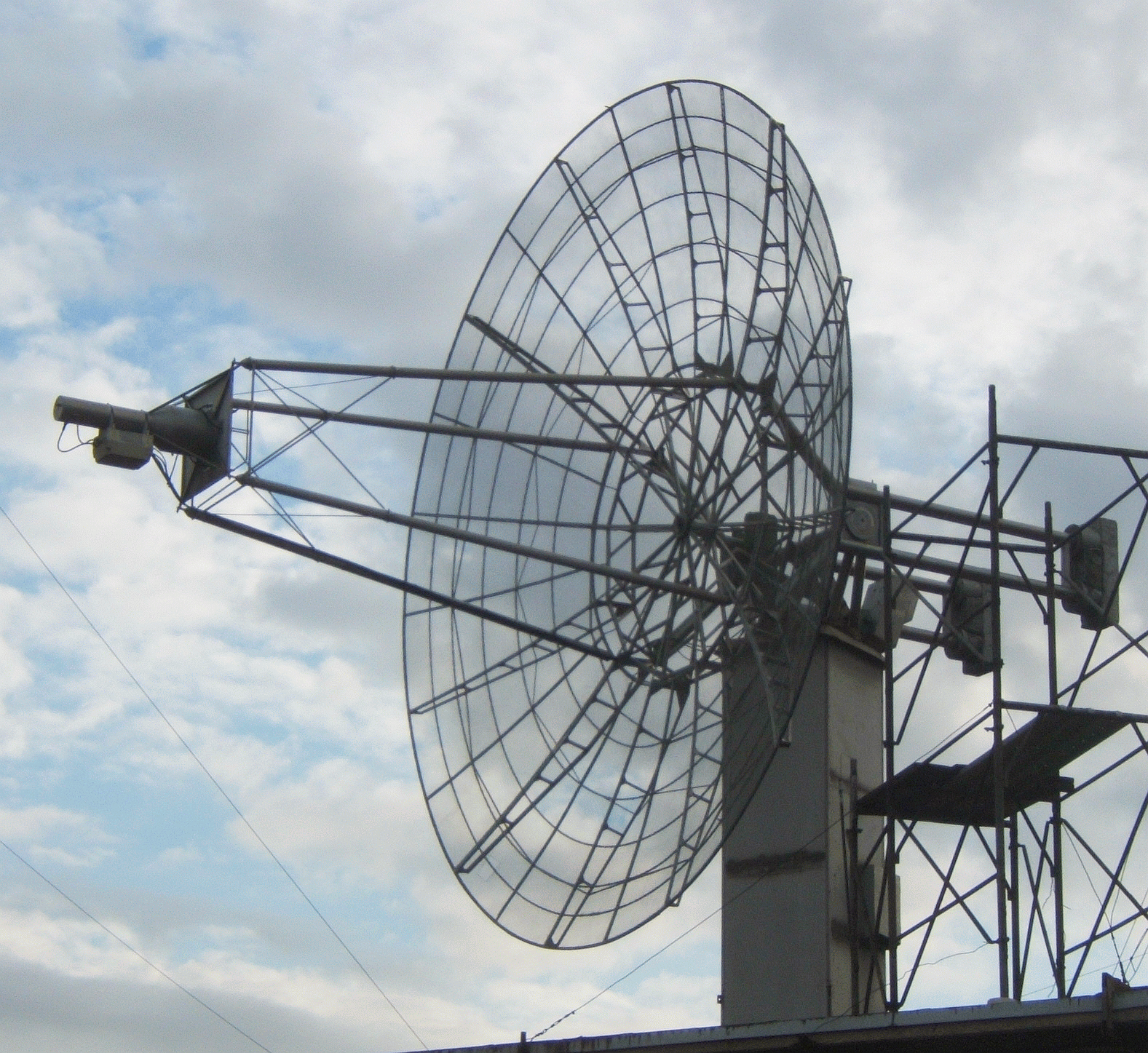
Deciméteres hullámú EME antenna

További jelentős csillapítást eredményez az a tény, hogy a Hold gömb alakú, és a beeső rádióhullámok a holdtányér szélén már lapos szögben érik a felszínt, így onnan a visszaverődés még gyengébb.
Ilyen csillapítási értékek mellett még a deciméteres hullámokon is terjedelmes méretű antennára és kW-os nagyságrendű adóvégfokra van szükség.

## EME összeköttetésre kijelölt sávblokkok és üzemmódok[2]
| Sáv  | Kezdőfrekvencia (Hz) | Végfrekvencia (Hz) | Üzemmód   | Üzemmód            |
| ---- | -------------------- | ------------------ | --------- | ------------------ |
| 6m   | 50300000             | 50310000           | EME       | EME                |
| 2m   | 144110000            | 144150000          | 144116000 | Q65                |
| 2m   | 144110000            | 144150000          | 144120000 | JT65 JT9 echo      |
| 70cm | 432000000            | 432200000          | EME       | EME                |
| 70cm |                      |                    | 432200000 | SSB hívófrekvencia |
| 70cm |                      |                    | 432100000 | CW hívófrekvencia  |
| 70cm | 432005000            | 432030000          | EME CW    | CW                 |
| 23cm | 1296000000           | 1296025000         | EME       | EME                |
| 13cm | 2320000000           | 2320025000         | EME       | EME                |

## Gyakorlati jelentősége

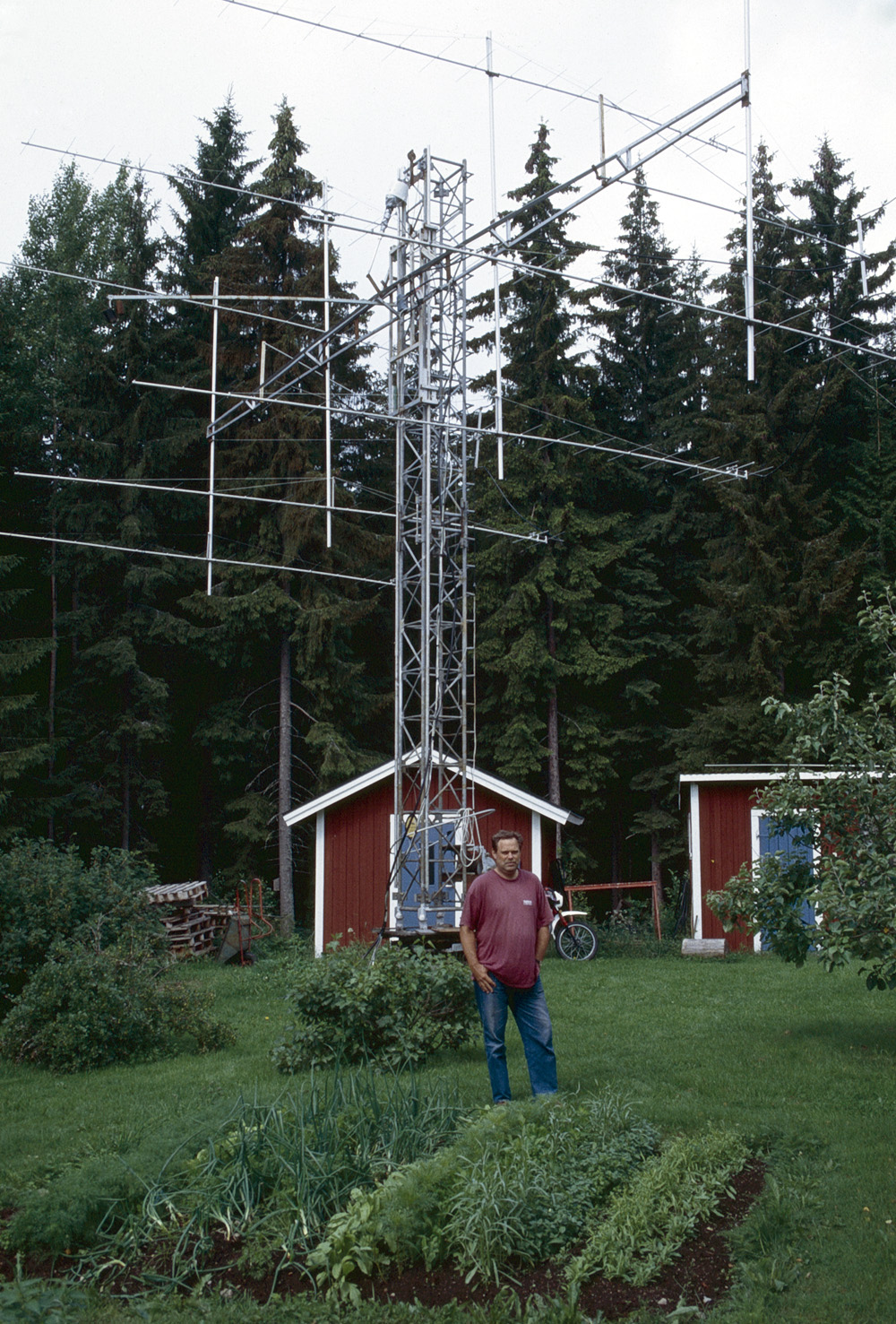
SM3PWM által épített csoportantenna, EME összeköttetéshez a 2m-es rádióamatőr-sávra

A jó felszereltséggel rendelkező rádióamatőrök körében kedvelt tevékenység a Hold általi visszaverődésen alapuló összeköttetések létesítése.  Elterjedésének még napjainkban is gátat szab a deciméteres és mikrohullámú frekvencián működő végfokok magas ára.
A keskenysávú digitális üzemmódok elterjedése és a számítógépes jelfeldolgozás használata viszont további lehetőséget teremt, hiszen bebizonyosodott, hogy ezek használatával lényegesen kisebb adóteljesítménnyel is megvalósítható nagyobb távolságok áthidalása.